# Агам
Агам (индон. Agam) — округ в составе провинции Западная Суматра. Административный центр — город Лубук-Басунг.

## География
Площадь округа — 2 232,3 км². На севере граничит с округами Пасаман и Западный Пасаман, на юге — с округами Паданг-Париаман и Танах-Датар, на востоке — с округом Лима-Пулух-Кота, на западе омывается водами Индийского океана. Внутри территории округа находится город-муниципалитет Букиттинги.

### Достопримечательности
Между Букиттинги и озером Манинджау расположена карстовая пещера Иниак Ласун.

## Население
Согласно переписи 2010 года, на территории округа проживало 454 853 человека. В национальном составе преобладают представители народности минангкабау, также представлены яванцы и батаки.

## Административное деление
Территория округа Агам подразделяется на 16 районов (kecamatan), которые в свою очередь делятся на 82 сельских поселения (kelurahan).

Районы в составе округа:
| - Ампек-Нагари - Банухампу - Басо - Кандунг - IV Анкат - IV Кото | - Каманг-Магек - Лубук-Басунг - Малалак - Матур - Палембаян | - Палупух - Сунгай-Пуар - Танджунг-Мутиара - Танджунг-Рая - Тилатанг-Каманг |